# Václav Hradecký (kreslíř)
Václav Hradecký (* 13. ledna 1949, Nové Město na Moravě) je kreslíř cartoons, humorista, malíř, ilustrátor, sociolog, violista. Je synem malíře Františka Hradeckého.

## Život
V r. 1960 se s matkou odstěhovali z Nového Města na Moravě do Lysé nad Labem. Absolvoval gymnázium (tehdy střední všeobecně vzdělávací školu) v Nymburce. Vystudoval sociologii a filozofii na Filozofické fakultě Univerzity Karlovy, po ukončení studia zůstal v Praze. Léta 1978-1989 strávil v Plzni, na začátku r. 1990 se vrátil do Prahy.
Po celý svůj profesní život se věnuje převážně sociologii, vystřídal několik pracovních míst. Od r. 1997 působí v Českém rozhlase, kde se zabývá sociologickým výzkumem (stav ke konci roku 2024). Byl vedoucím oddělení výzkumu.

## Dílo
Kreslený humor publikuje od r. 1981; první výstavu (Salon kresleného humoru) mu v r. 1985 v Malostranské besedě v Praze uspořádal kurátor Josef Kobra Kučera. Začátek jeho karikaturistické dráhy byl neobvykle rychlý – první kresby poslal do redakce satirického a humoristického týdeníku Dikobraz v srpnu 1981 a v říjnu byla otištěna první z nich. Dále spolupracoval nebo stále spolupracuje s časopisy a novinami Mladý svět, Nový Dikobraz, Podvobraz, Škrt, Sexbox, Reflex, Vlasta, Vesmír, Učitelské noviny a řadou dalších (stav ke konci roku 2024). Kromě kresleného humoru publikoval i humoristické povídky. Od května 1992 byl po Zdeňkovi Rosenbaumovi šéfredaktorem Nového Dikobrazu, týdeníku humoru a satiry (vydavatelé Studio dobré nálady, Eurostudio, ISSN 0862-6561). Poté, co v r. 1993 chtěl vlastník Nového Dikobrazu změnit koncepci časopisu na kombinaci humoru a bulváru, odešel z týdeníku v květnu téhož roku i s celou redakcí a většinou nejlepších kreslířů (Neprakta, Vladimír Renčín, Vladimír Jiránek, Miroslav Barták, Jan Vyčítal, Petr Urban ad.). Společně pak v červnu 1993 založili časopis Podvobraz, týdeník humoru (vydavatel Ivo Železný), ve kterém byl Václav Hradecký šéfredaktorem. Vydavatelství Ivo Železný nemělo dobře zajištěnou distribuci pro časopisecký trh ani prostředky na propagaci, proto Podvobraz z ekonomických důvodů v květnu 1994 přestal vycházet. Poznámka: Krátce po zániku Podvobrazu začal vycházet časopis Podvobraz aneb Český legračník (vydavatel Ladislav Lamka – Česká reklamní pošta Ferda), ve kterém se sice objevovaly kreslené vtipy některých autorů z původního Podvobrazu, ale jinak tento týdeník s původním časopisem neměl mnoho společného. S tímto Podvobrazem, kterého vyšlo pouze deset čísel, Václav Hradecký nespolupracoval.
Václav Hradecký patřil v r. 1990 mezi zakládající členy České unie karikaturistů (ČUK), členství ale ukončil pro nesouhlas s příliš otevřenou koncepcí spolku, který přijímal za členy kohokoliv, kdo se přihlásil, bez ohledu na úroveň jeho karikaturistických aktivit.
Mezi oblíbená témata Václava Hradeckého patří vztahy mezi partnery a manželský život, obecně mezilidské vztahy, ve kterých se často vyskytuje jeho nejznámější kreslená postava František. Jeho dalším oblíbeným tématem v kresleném humoru je hudba, on sám je hudebníkem, hraje na violu. Kreslený humor s těmito tématy se stal náplní jeho autorských knih.
Před začátkem své karikaturistické dráhy (před r. 1981) se věnoval malbě, téměř po třiceti letech (v r. 2009) se k ní vrátil. Maluje převážně figurální obrazy, používá kombinovanou techniku – akryl a olejovou barvou, věnuje se především vážným tématům. Svá díla prezentuje na výstavách v České republice, např. v pražské Galerii Lapidárium.

### Knihy Václava Hradeckého
- Fortissimo: Hudební pojmy v kresbách (v názvu knihy je na obálce zakomponována hudební značka pro fortissimo – ff), Praha: Talpress, 1996, ISBN 80-7197-060-3
- Manželský dvoutakt, Praha: Vyšehrad, 2005, ISBN 80-7021-811-8
- Jak je to v životě doopravdy, Praha: Vyšehrad, 2006, ISBN 80-7021-850-9
- Forte fortissimo (v názvu knihy je na obálce zakomponována hudební značka pro forte fortissimo – fff), Praha: Radioservis, 2006, ISBN 80-86212-48-3

### Knihy s ilustracemi Václava Hradeckého
- Svatopluk Káš: Antologie českého medicínského humoru, ilustrace více kreslířů, Praha: Avicenum, 1988
- Vladimír Kučera: Šance pro 3 000 000: Nekuřákem za 20 dní, ilustrace Jiří Slíva, Václav Hradecký, Vladimír Jiránek, Praha: Ústav zdravotní výchovy, 1989
- Antonín Langer: Úspěch veřejné promluvy: Kapitoly z rétoriky, Praha: Fortuna, 1993, ISBN 80-7168-063-X
- Robert Ainsley and Alexander C. Rae: Jak blufovat o počítačích, Praha: Talpress, 1994, ISBN 80-85609-43-6
- Tim Webb, Sarah Brewerová: Jak blufovat o sexu, Praha: Talpress, 1994, ISBN 80-85609-37-1
- David Milsted: Jak blufovat o whisky, Praha: Talpress, 1994, ISBN 80-85609-40-1
- John Courtis: Jak blufovat při fotografování, Praha: Talpress, 1994, ISBN 80-85609-39-8
- Yves Chébran: Jak blufovat při svádění, Praha: Talpress, 1994, ISBN 80-85609-33-9
- John Winterson Richards: Jak blufovat v drobném podnikání, Praha: Talpress, 1994, ISBN 80-85609-34-7
- Graham Harding & Paul Walton: Jak blufovat v marketingu, Praha: Talpress, 1994, ISBN 80-85609-38-X
- Chris Steward, Mike Wilkinson: Jak blufovat ve veřejných projevech, Praha: Talpress, 1994, ISBN 80-85609-36-3
- John Courtis: Jak blufovat v managementu, Praha: Talpress, 1994, ISBN 80-85609-41-X
- Nigel Foster: Jak blufovat v reklamě, Praha: Talpress, 1994, ISBN 80-85609-42-8
- Alexander C. Rae: Jak blufovat při věštění, Praha: Talpress, 1994, ISBN 80-85609-44-4
- Harry Eyres: Jak blufovat o víně, Praha: Talpress, 1994, ISBN 80-85609-35-5
- Jim Hankinson: Jak blufovat o filosofii, Praha: Talpress, 1995, ISBN 80-85609-78-9
- Nigel Foster: Jak blufovat o žurnalismu, Praha: Talpress, 1995, ISBN 80-85609-74-6
- Ken Beere: Jak blufovat v letadle, Praha: Talpress, 1995, ISBN 80-85609-81-9
- Peter Gammond: Jak blufovat o opeře, Praha: Talpress, 1995, ISBN 80-85609-77-0
- Basil Saunders & Alexander C. Rae: Jak blufovat v public relations, Praha: Talpress, 1995, ISBN 80-85609-82-7
- Christopher Webber: Jak blufovat o dostizích, Praha: Talpress, 1995, ISBN 80-85609-79-7
- Alexander C. Rae: Jak blufovat o okultismu, Praha: Talpress, 1995, ISBN 80-85609-76-2
- David Milsted: Jak blufovat o počasí, Praha: Talpress, 1995, ISBN 80-85609-80-0
- Paul Bahn: Jak blufovat o archeologii, Praha: Talpress, 1995, ISBN 80-85609-71-1
- Peter Gammond: Jak blufovat o golfu, Praha: Talpress, 1995, ISBN 80-85609-72-X
- Peter Clayton & Peter Gammond: Jak blufovat o jazzu, Praha: Talpress, 1995, ISBN 80-85609-73-8
- Michael Kerrigan: Jak blufovat o literatuře, Praha: Talpress, 1996, ISBN 80-7197-015-8
- Peter Gammond, Alan Hankinson: Jak blufovat o blufování, Praha: Talpress, 1996, ISBN 80-7197-007-7
- Nick Yapp: Jak blufovat o školství, Praha: Talpress, 1996, ISBN 80-7197-012-3
- John Courtis: Jak blufovat o účetnictví, Praha: Talpress, 1996, ISBN 80-7197-008-5
- Michael Becket: Jak blufovat o financích, Praha: Talpress, 1996, ISBN 80-7197-014-X
- Dorothy M. Stewartová: Jak blufovat při vydávání knih, Praha: Talpress, 1996, ISBN 80-7197-010-7
- Peter Gammond: Jak blufovat o hudbě, Praha: Talpress, 1996, ISBN 80-7197-011-5
- B. W. Malpass: Jak blufovat o šachu, Praha: Talpress, 1996, ISBN 80-7197-013-1
- Fidelis Morgan: Jak blufovat o divadle, Praha: Talpress, 1996, ISBN 80-7197-016-6
- Marina Dana Rodnaová: Jak blufovat o moderním umění, Praha: Talpress, 1996, ISBN 80-7197-009-3
- Marie Hradečná, Helena Hejlová, Jiřina Novotná-Dědečková: Práce učitele s právy dítěte, Praha: SVI PedF UK, 1996, ISBN 80-86039-16-1
- Peter Corey: Jak vyzrát na rodiče: Úvod do systematické zoologie rodičů, Praha: Talpress, 1996, ISBN 80-7197-032-8
- Bill Dodds: Jak vyzrát na děti: Sbírka rodičovských podrazů a triků, Praha: Talpress, 1996, ISBN 80-85609-90-8
- Nikolas Montesole: Jak blufovat o šampaňském, Praha: Talpress, 1997, ISBN 80-7197-018-2
- Jane Goldmannová: Jak vyzrát na dobré mravy: Tipy a taktiky pro teenagery, Praha: Talpress, 1997, ISBN 80-7197-029-8
- Peter Corey: Jak vyzrát na domácí mazlíčky: Kdo koho vlastně chová?, Praha: Talpress, 1998, ISBN 80-7197-153-7
- John McManus: Jak blufovat o motorismu, Praha: Talpress, 1999, ISBN 80-7197-095-6
- Ondřej Neff: Jak blufovat o sci-fi, Praha: Talpress, 1999, ISBN 80-7197-096-4
- Lenka Adamová: Občanská výchova pro 7. ročník základní školy, Praha: SPN – pedagogické nakladatelství, 1999, ISBN 80-7235-078-1
- Lenka Adamová: Občanská výchova pro 8. ročník základní školy, Praha: SPN – pedagogické nakladatelství, 1999, ISBN 80-7235-105-2
- Vladislav Dudák, Petr Holčák, Richard Mareda: Občanská výchova pro 9. ročník základní školy, Praha: SPN – pedagogické nakladatelství, 1999, ISBN 80-7235-122-2
- Bill Dodds: Jak přežít své čtyřicáté narozeniny, Praha: Talpress, 2001, ISBN 80-7197-185-5
- Karel Nešpor: Léčivá moc smíchu: Smích a zdraví, smích a vztahy, smích a práce, smích a výchova, Praha: Vyšehrad, 2002, ISBN 80-7021-581-X
- Milan Valenta: Občanská nauka pro střední odborná učiliště 1, Praha: SPN – pedagogické nakladatelství, 2002, ISBN 80-7235-099-4
- Milan Valenta, Oldřich Müller: Občanská nauka pro střední odborná učiliště 2, Praha: SPN – pedagogické nakladatelství, 2002, ISBN 80-7235-180-X
- Vladislav Dudák: Občanská nauka pro střední odborná učiliště 3, Praha: SPN – pedagogické nakladatelství, 2004, ISBN 80-7235-273-3
- Richard Petrásek a kol.: Co dělat, abychom žili zdravě, Praha: Vyšehrad, 2004, ISBN 80-7021-711-1
- Pavel Landa: Dějiny budou od úterý, Praha: Academia, 2004, ISBN 80-200-1141-2
- Lenka Kejvalová: Výživa dětí od A do Z, Praha: Vyšehrad, 2005, ISBN 80-7021-773-1
- Zlatko Pastor: Sexualita ženy, Praha: Grada, 2007, ISBN 978-80-247-1989-4
- Simona Sedláková: Záda, která cvičí, nebolí: Cvičíme podle Ludmily Mojžíšové, Praha: Vyšehrad, 2008, ISBN 978-80-7021-950-8
- Jarmila Mandžuková: Výživa v těhotenství od A do Z, Praha: Vyšehrad, 2008, ISBN 978-80-7021-951-5
- Jan Říha: Historky ze servisu, Praha: Brána, 2010, ISBN 978-80-7243-486-2
- Lenka Kejvalová: Výživa dětí od A do Z 2, Praha: Vyšehrad, 2010, ISBN 978-80-7021-993-5
- Jiřina Tejkalová: Kila a radosti navíc: nehubněte, netloustněte, neblbněte: 9 zaručených rad, Praha: XYZ, 2011, ISBN 978-80-7388-477-2
- Vladimíra Havlová, Alexandra Jirkovská: Jednoduché a zdravé recepty pro seniory, Praha: Vyšehrad, 2020, ISBN 978-80-7601-318-6
- Petra Bastlová, Alice Vondrová: Jednoduché a zdravé cviky pro seniory, Praha: Vyšehrad, 2021, ISBN 978-80-7601-462-6
- Jitka Štichauerová: Na slyšenou: Příběhy rozhlasového století, Brno: CPress, 2023, ISBN 978-80-264-4716-0
- Danuše Steinová, Petra Hirtlová a kol.: Jednoduché a zdravé cvičení mozku a paměti pro seniory, Praha: Vyšehrad, 2023, ISBN 978-80-7601-774-0